# Gravdal (Nordland)
Gravdal es una localidad situada en el municipio de Vestvågøy en el condado de Nordland, Noruega. Tiene una población estimada, a inicios de 2021, de 1670 habitantes.

## Localización
Está situada en la isla de Vestvågøya, en la parte central del archipiélago de Lofoten, al norte del círculo Ártico. La localidad está situada a lo largo de la orilla del fiordo de Buksnes, aproximadamente a 3 kilómetros al suroeste de la ciudad de Leknes. Gravdal está situado a aproximadamente 72 kilómetros al oeste de la ciudad de Svolvær y a 63 kilómetros al este de Å en Moskenes. Históricamente, el pueblo era el centro administrativo  del antiguo municipio de Buksnes, qué existió de 1838 hasta 1963.

## Características
La superficie de la localidad es de 1,26 kilómetros cuadrados y tiene una población estimada de 1.670 habitantes (2021), con una densidad de población de 1325,4 habitantes por kilómetro cuadrado.
Gravdal ha pasado de ser un pequeño centro de comercio en la isla a un área residencial. Cuenta con un comercio al por menor, una guardería, una escuela primaria y varios negocios pequeños. Tanto el hospital de Nordland como la escuela de pesca de Nordland están situadas en Gravdal y han sido centros económicos importantes de la ciudad durante mucho tiempo, junto con el puerto de Gravdal. La iglesia de Buksnes es el monumento más importante y se construyó en 1905 en estilo dragestil.

## Galería de imágenes

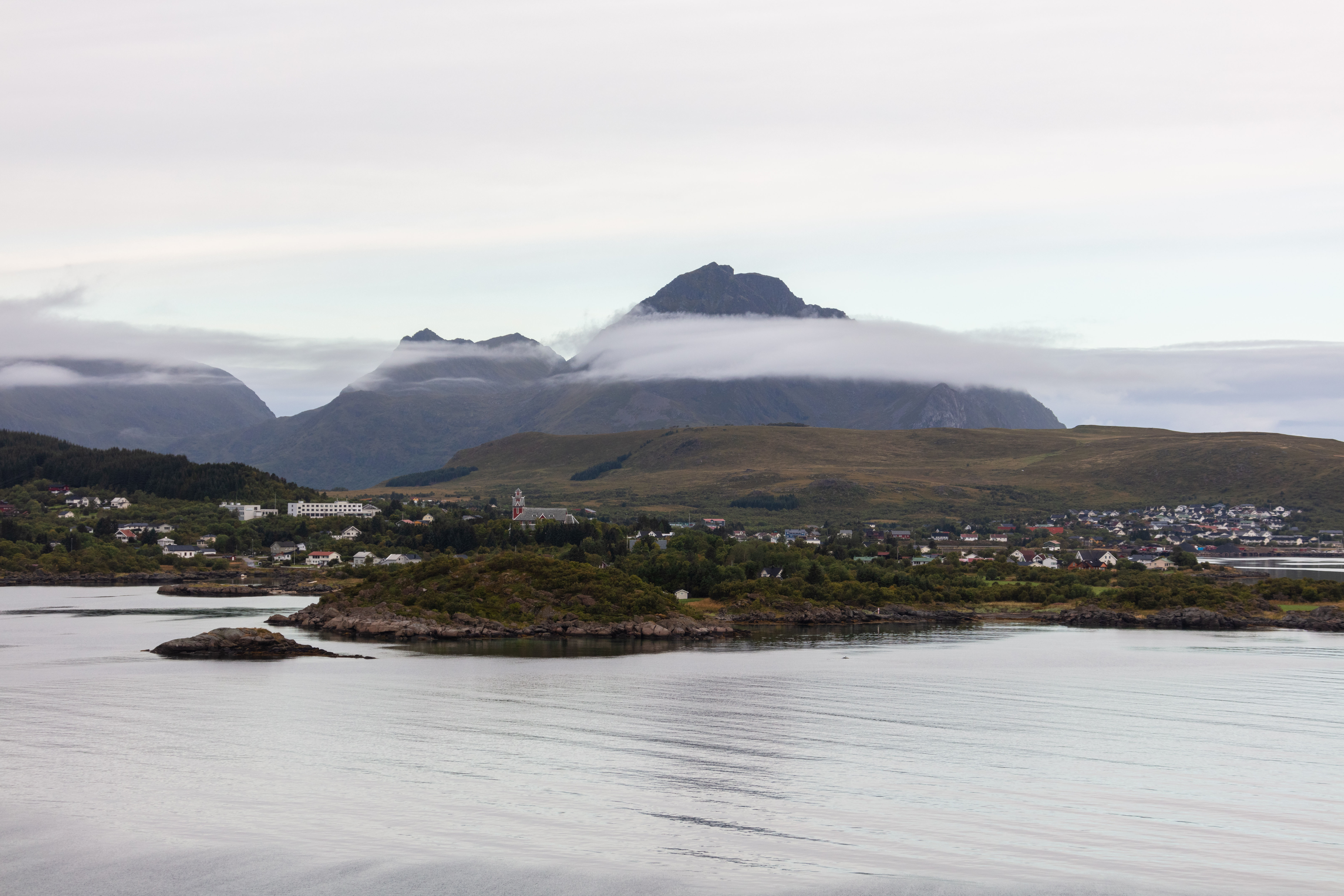
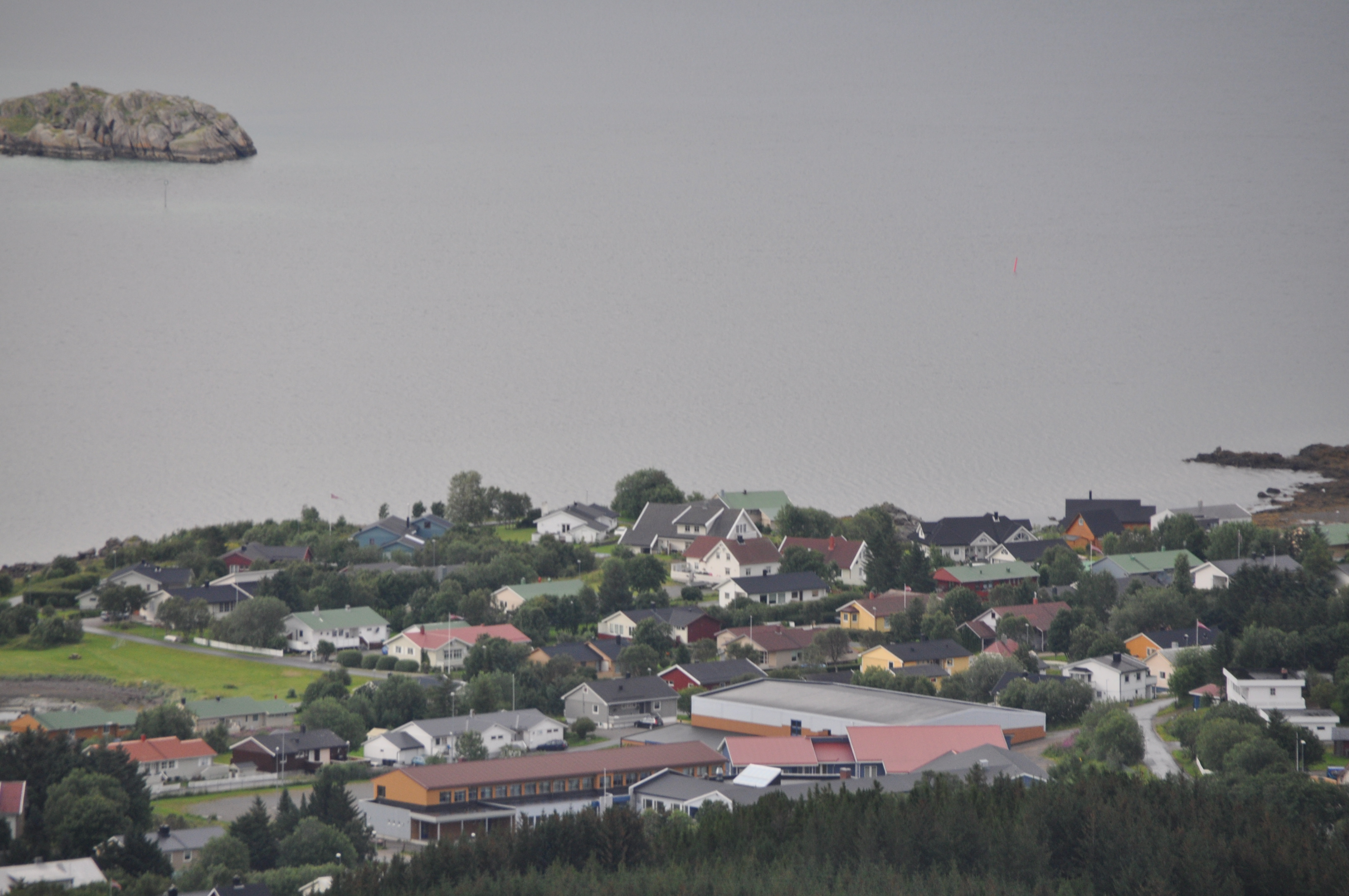
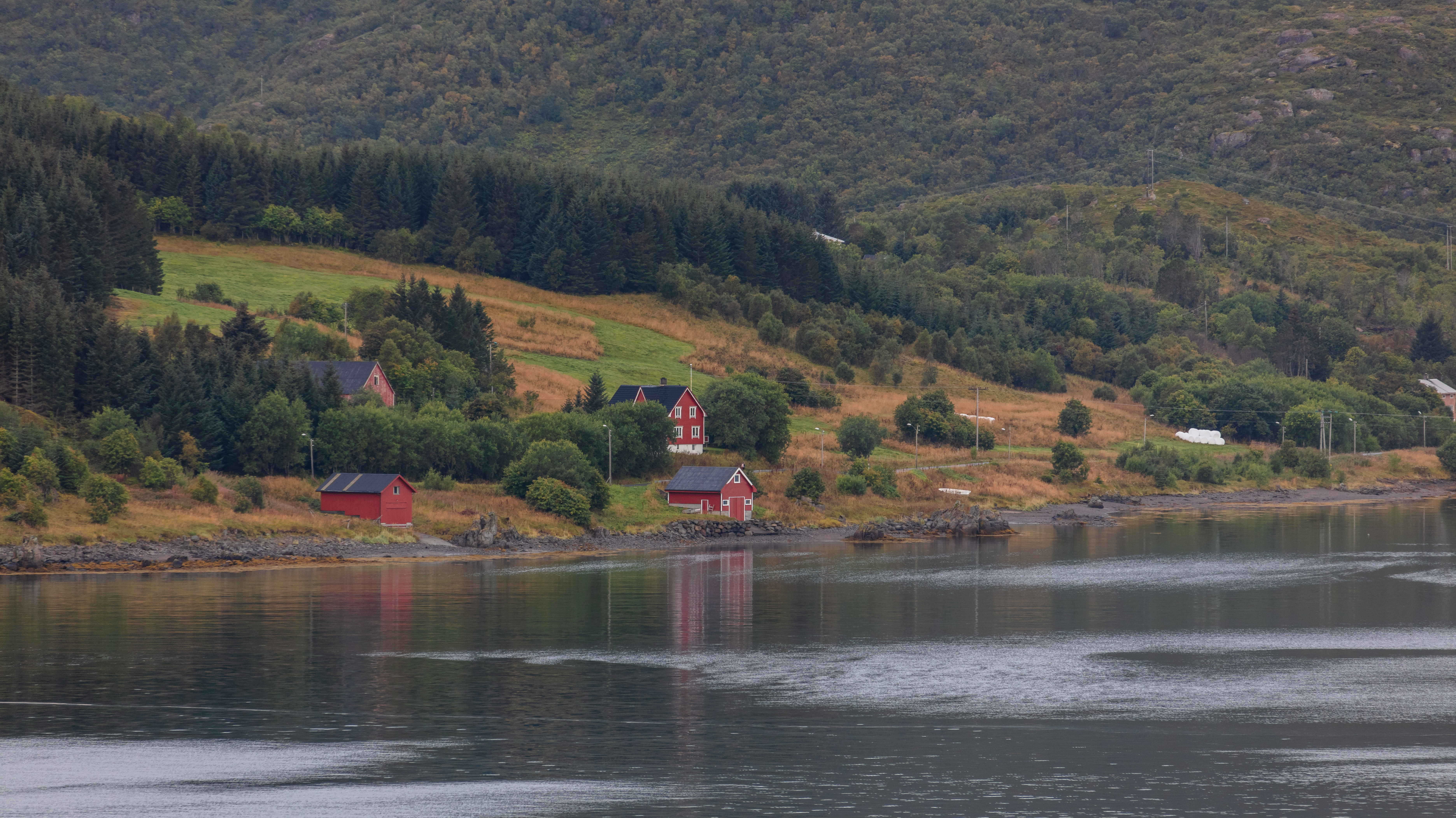
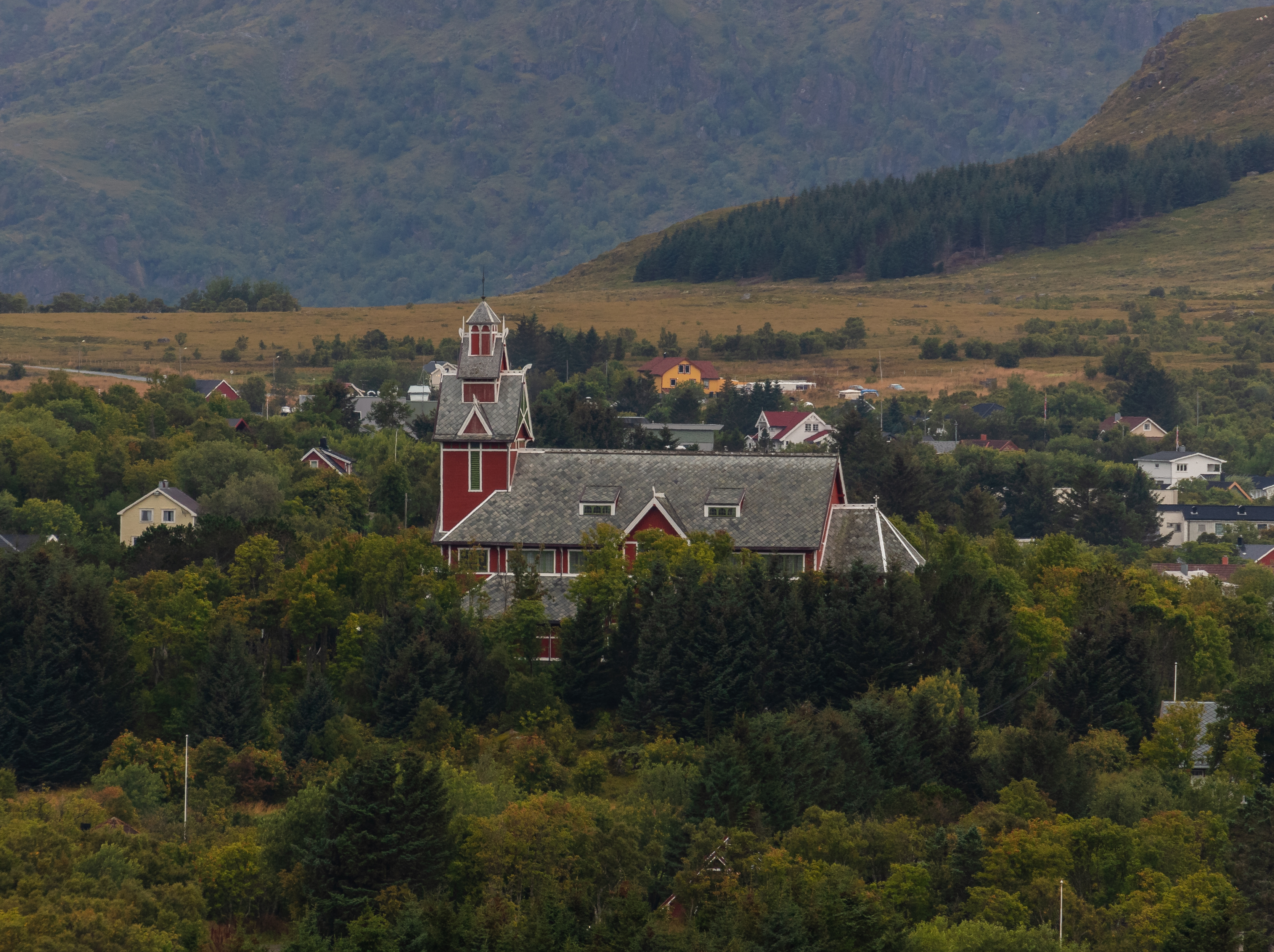
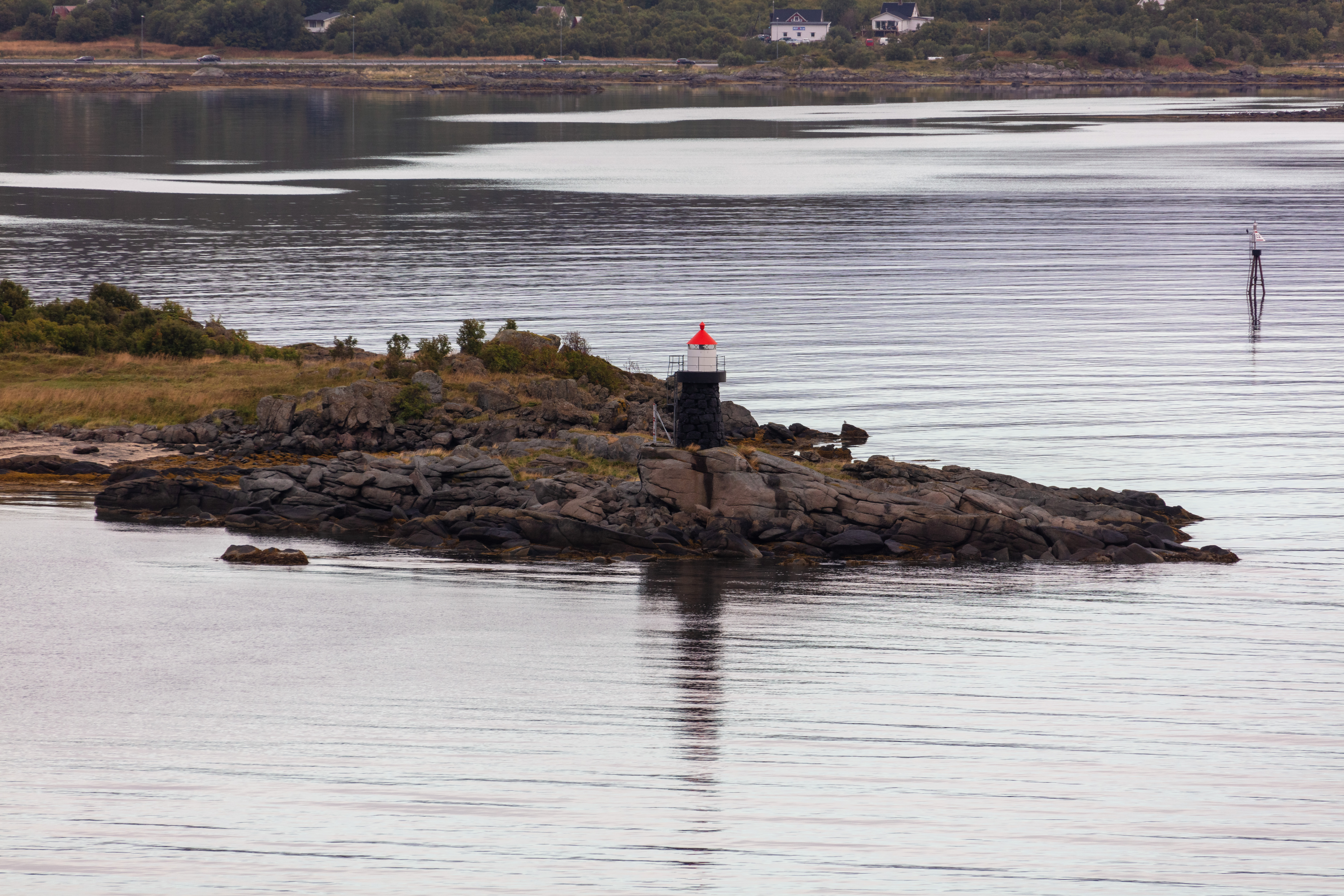